# Grand Prix automobile de France 1911
Le Grand Prix automobile de France 1911, encore appelé Grand Prix des Vieux Tacots, est un Grand Prix qui s'est tenu sur le circuit du Mans le 23 juillet 1911.

## Déroulement
L'épreuve comporta 14 partants. Exceptionnellement elle n'est pas organisée par l'Automobile Club de France (ACF), mais par l'Automobile Club de l'Ouest (ACO) alors dénommée ACSO pour Automobile Club de la Sarthe et de l'Ouest.
Le frère cadet d'Henri Fournier, Maurice (né le 30 décembre 1880), décède avec son mécanicien embarqué Georges Louvel durant leur sixième tour, par accident sur Corre La Licorne alors qu'ils étaient en deuxième position (classés septièmes en fin d'épreuve). Une stèle est érigée à leurs mémoires fin mars 1913. Mr Gaulier le sculpteur de l'avenue Bollée au Mans effectua ce travail après avoir établi les plans. Ce monument se compose d'une pyramide de granit bleu de Cholet reposant sur un large socle avec sur la face deux noms et une date: "Georges Louvel - Maurice Fournier - 23 juillet 1911". Elle se trouve depuis 2011 à gauche de la piste des 24 heures du Mans (sens course) à hauteur du premier ralentisseur des Hunaudières dans un petit bosquet agrémenté d'un relais de chasse : 47°56'39.8"N 0°14'01.8"E.
Un autre Grand Prix des Vieux Tacots sera organisé en 1935, cette fois au circuit de Montlhéry, spécifiquement. L'appellation de 1911 est donc due à une épreuve préliminaire, uniquement pour « voitures anciennes ».

## Classement de la course
| Pos. | no | Pilote            | Châssis           | Tours | Temps/Abandon                |
| ---- | -- | ----------------- | ----------------- | ----- | ---------------------------- |
| 1    | 13 | Victor Hémery     | Fiat              | 12    | 7 h 6 min 30 s 0 (91,2 km/h) |
| 2    | 14 | Ernest Friderich  | Bugatti           | 10    | À arrivée du premier         |
| 3    | 18 | Fernand Gabriel   | Rolland-Pilain    | 9     | À arrivée du premier         |
| Abd. | 5  | Arthur Duray      | Lorraine-Dietrich | 8     | Transmission                 |
| 5    | 19 | Leduc             | Côte              | 8     | À arrivée du premier?        |
| Abd. | 3  | Phillipe Barriaux | Alcyon            | 6     | Abandon                      |
| Abd. | 2  | Maurice Fournier  | Corre La Licorne  | 5     | Accident mortel              |
| Abd. | 11 | Victor Rigal      | Rolland-Pilain    | 5     | Abandon                      |
| Abd. | 15 | Fauquet           | Rolland-Pilain    | 2     | Châssis                      |
| Abd. | 9  | Rivière           | Excelsior         | 2     | Moteur                       |
| Abd. | 12 | Deydier           | Cottin-Desgouttes | 1     | Châssis                      |
| Abd. | 10 | Anthony           | Porthos           | 1     | Moteur                       |
| Abd. | 16 | Olier             | Côte              | 1     | Moteur                       |
| Abd. | 6  | Vere              | Côte              | 0     | Abandon                      |

## Pole position et record du tour
- Pole position :  Maurice Fournier (Corre La Licorne), par tirage au sort.
- Meilleur tour en course :  Victor Hémery (Fiat) 29 min 36 s, au douzième tour.

## Tours en tête
- Deydier : 1 tour (1)
- Maurice Fournier : 2 tours (2-3)
- Arthur Duray : 3 tours (4-6)
- Victor Hémery : 6 tours (7-12)

## Galerie d'images

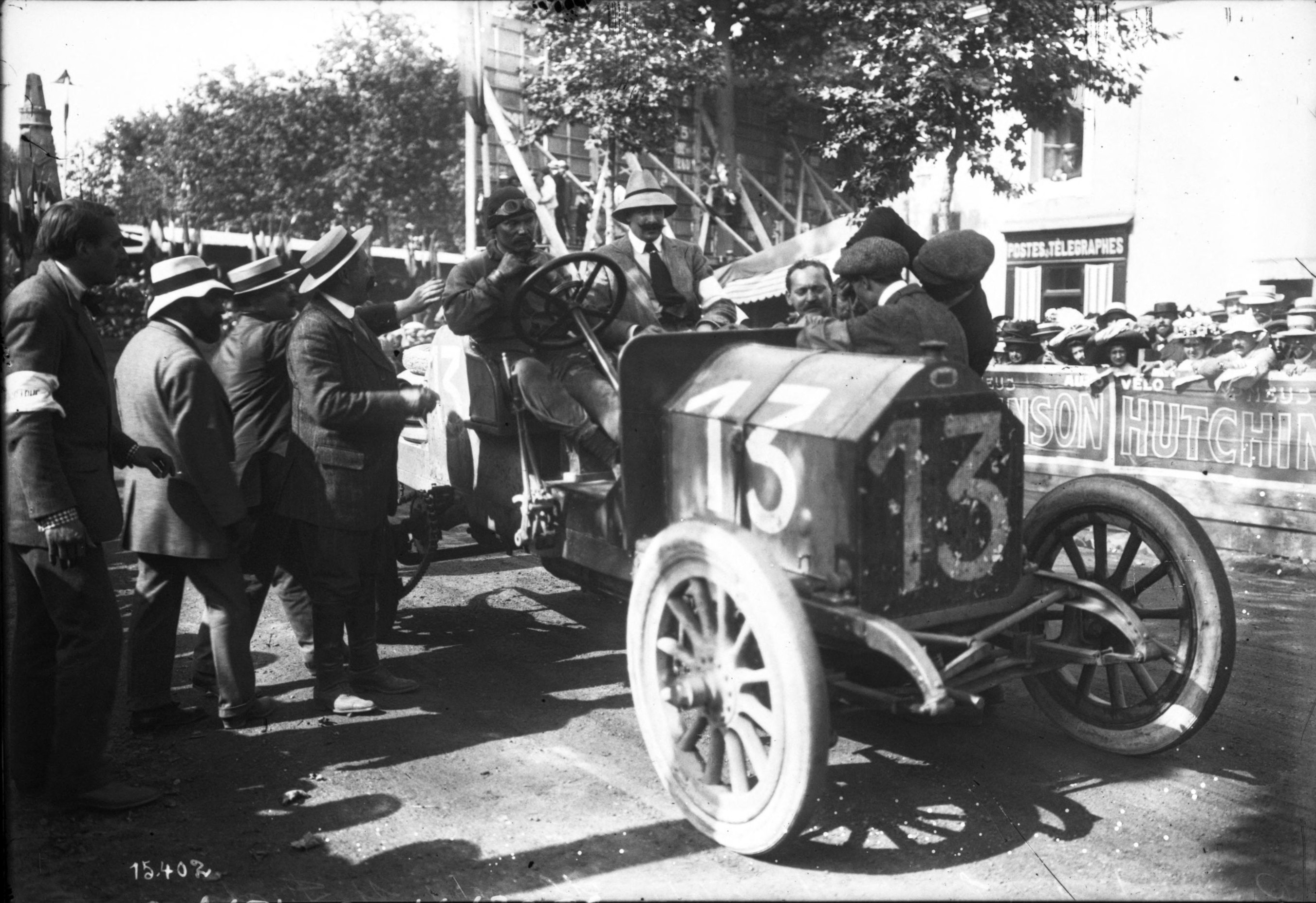
Victor Hémery, vainqueur du GP de l'ACO (de France) en 1911;
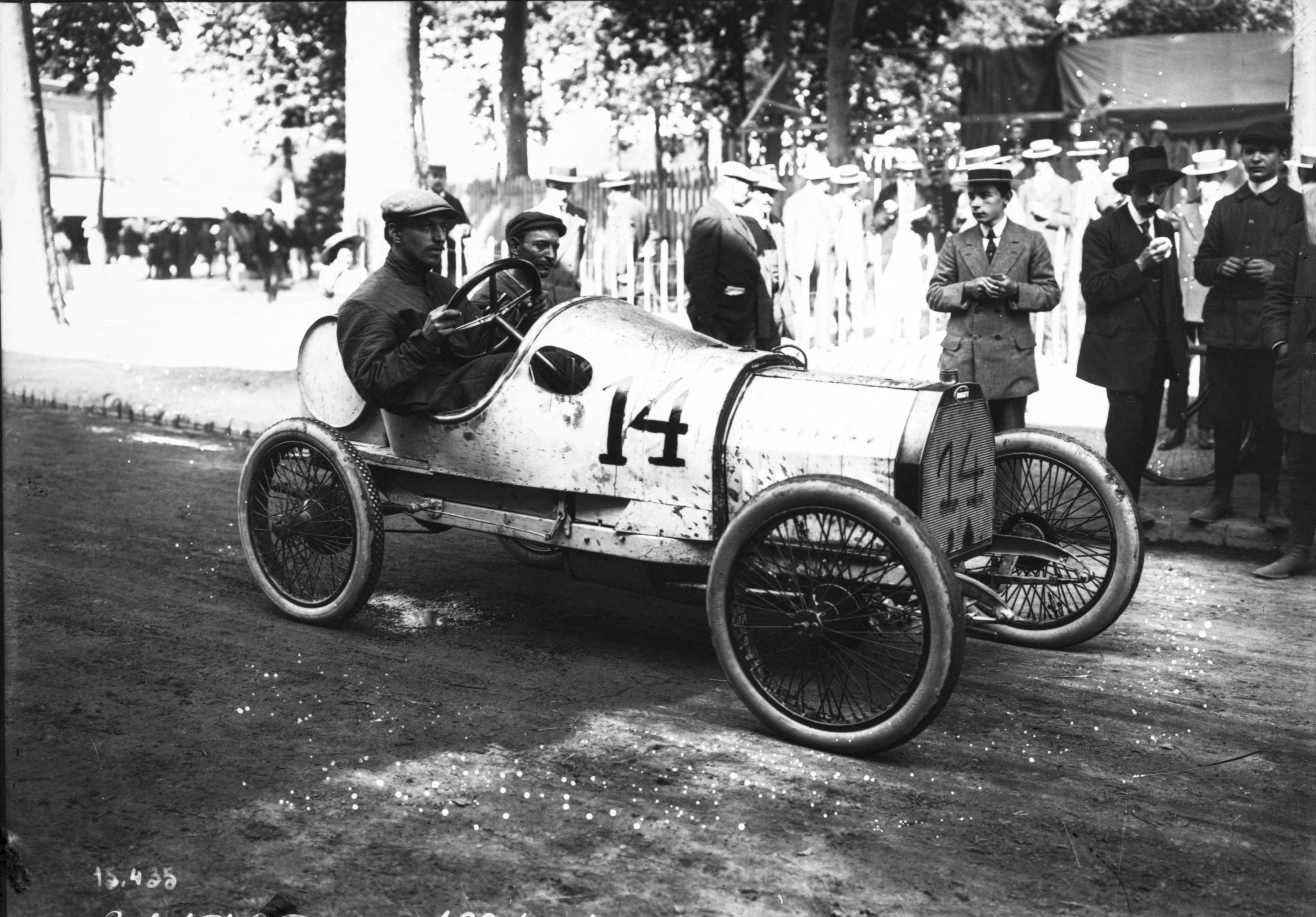
Ernest Friedrich, au Grand Prix de France en 1911 (deuxième, sur Bugatti);
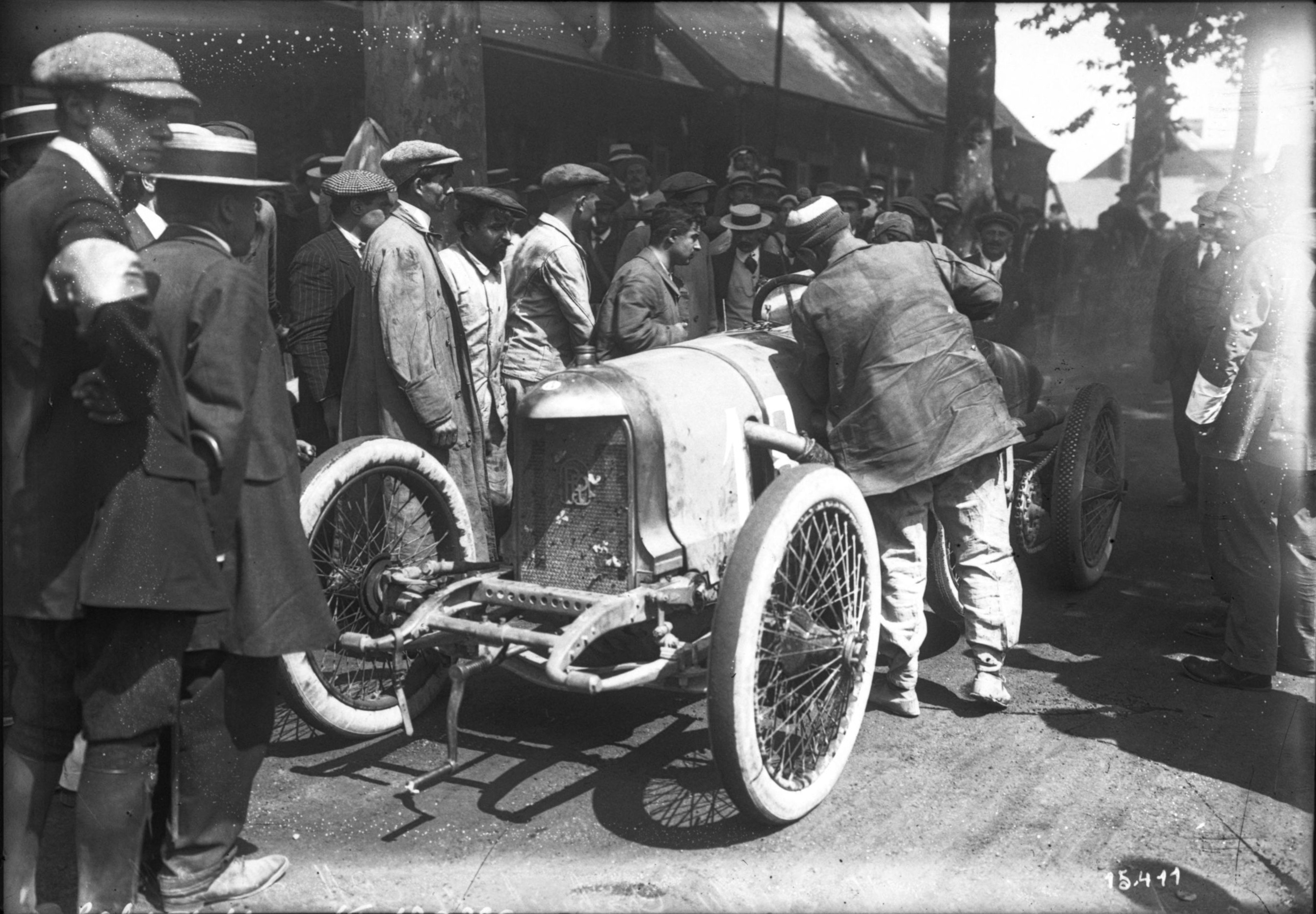
Fernand Gabriel, troisième du Grand Prix de France 1911 (sur Rolland-Pilain);
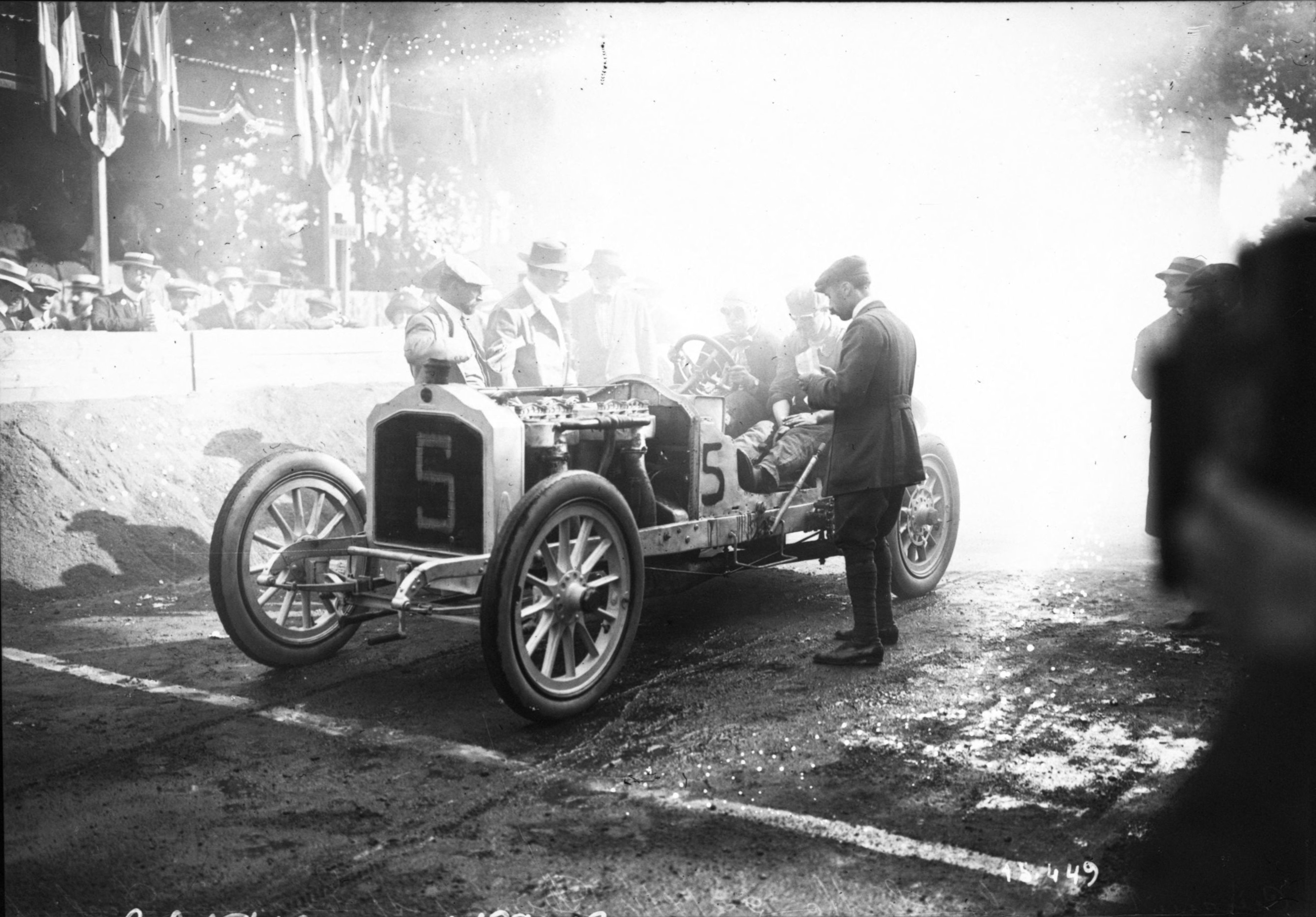
Arthur Duray, le quatrième...
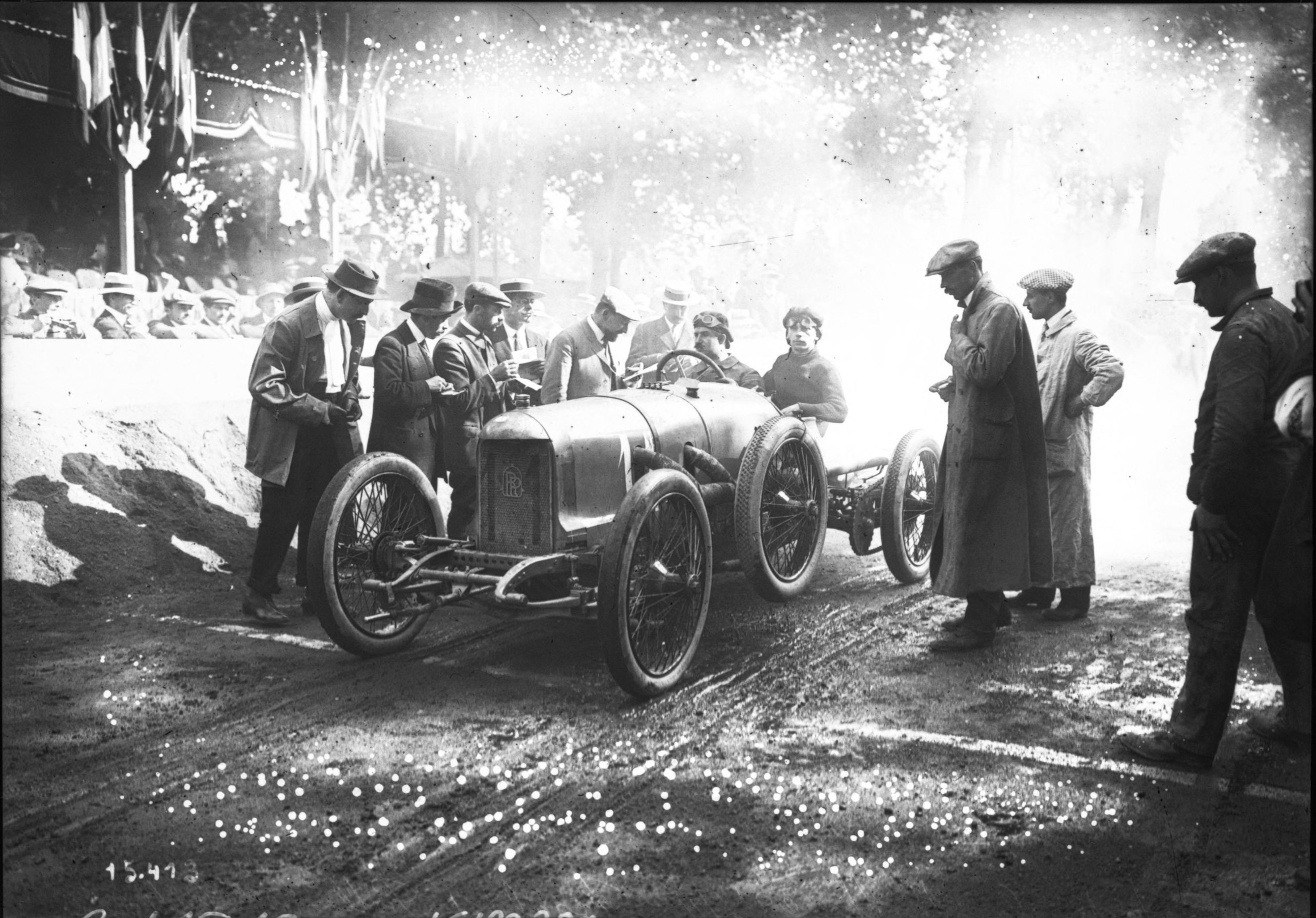
…et Victor Rigal;
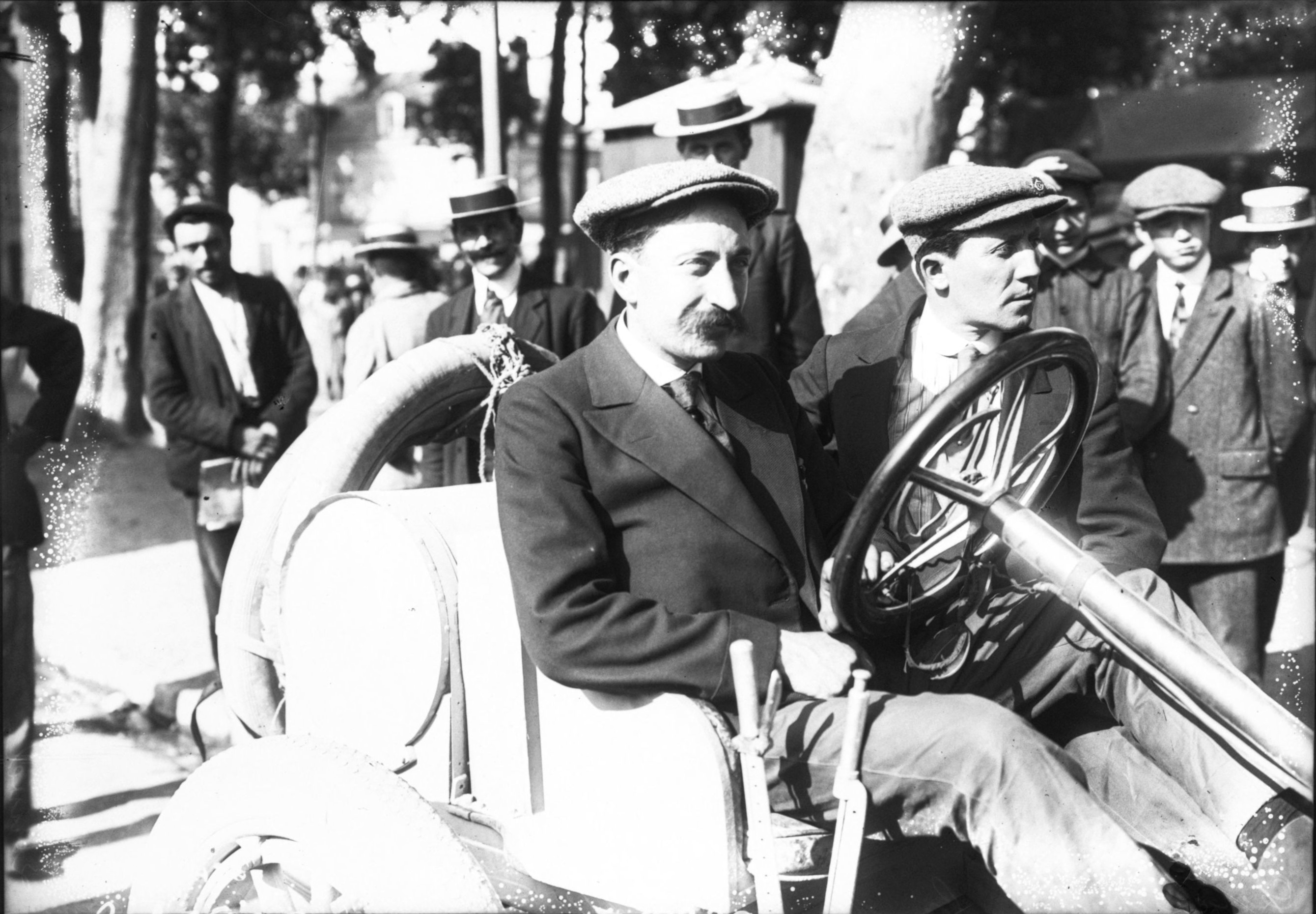
Maurice Fournier, décédé lors du sixième tour alors qu'il était en deuxième position (classé septième à la fin, sur Corre La Licorne) en compagnie de son mécanicien Georges Louvel mort des suites de ses blessures;
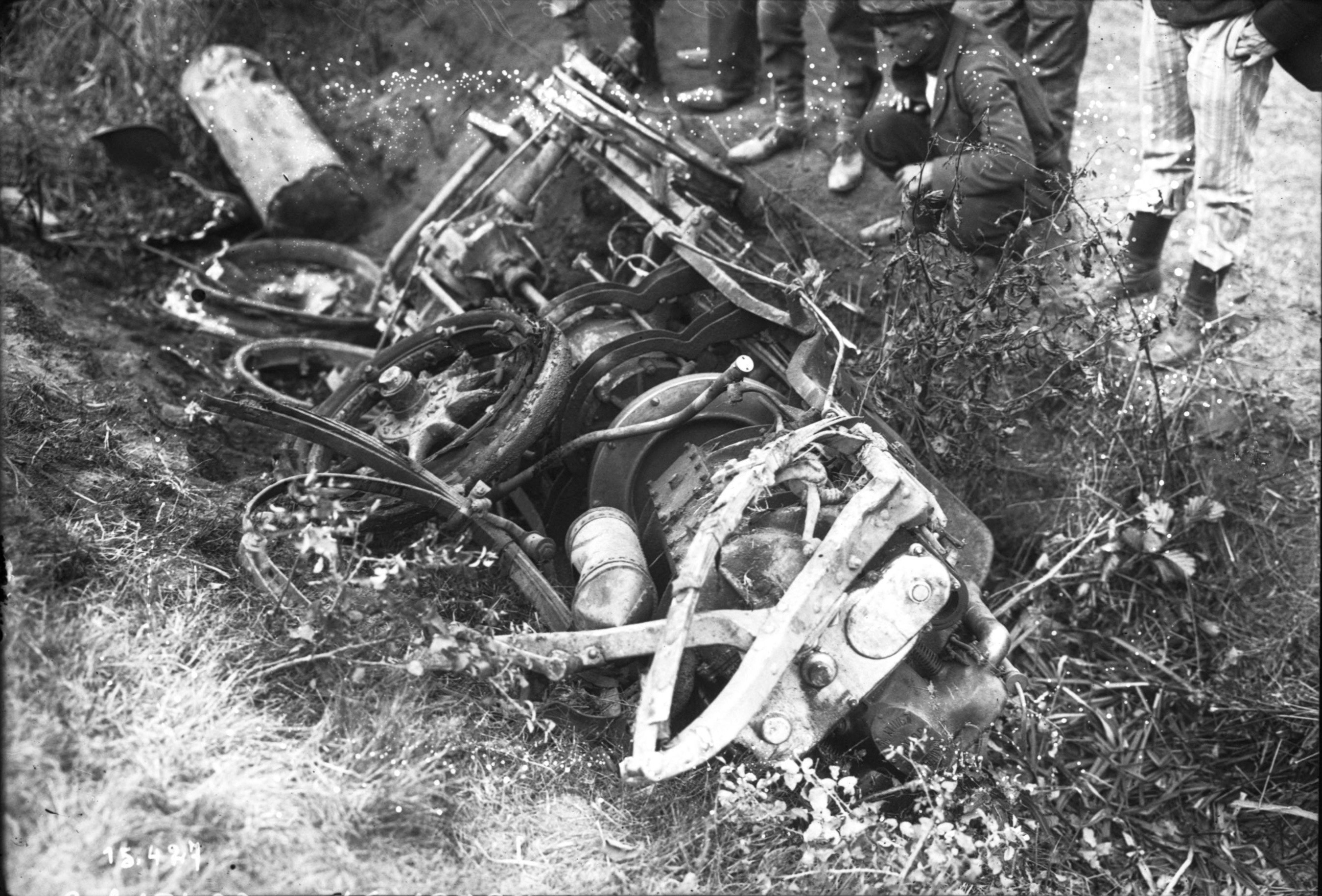
La voiture fatale à Maurice Fournier et à Georges Louvel, détruite au 6e tour.
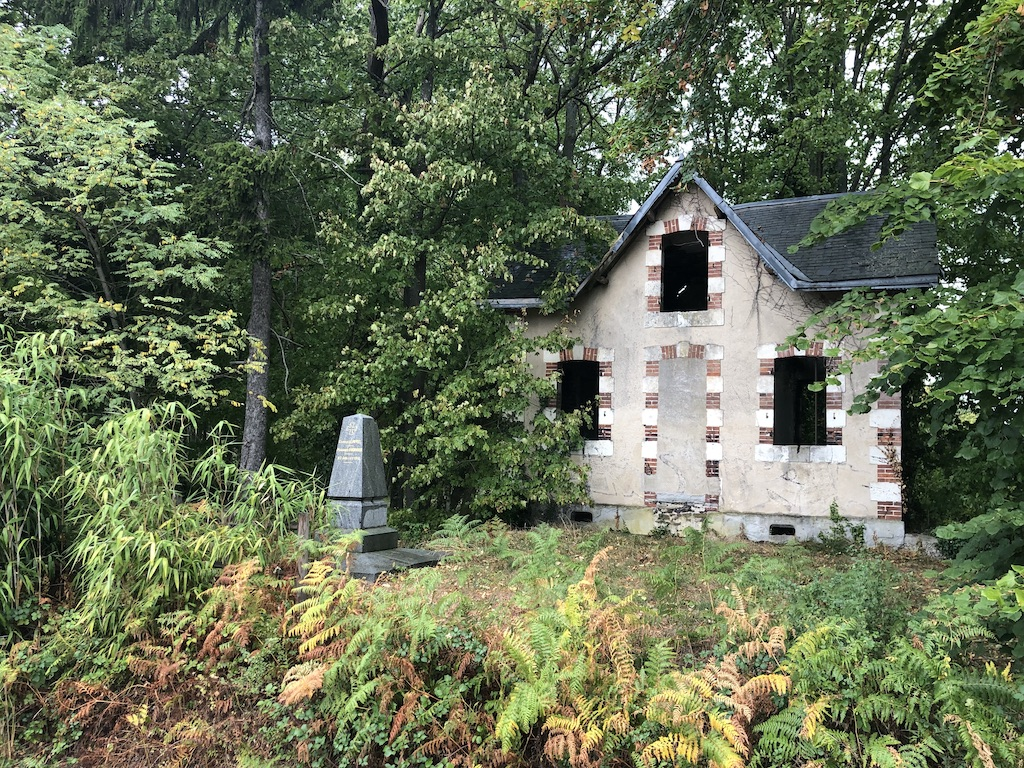
Le relais de chasse ou est implantée la stèle depuis 2011 sur la commune de Ruaudin en bordure de circuit
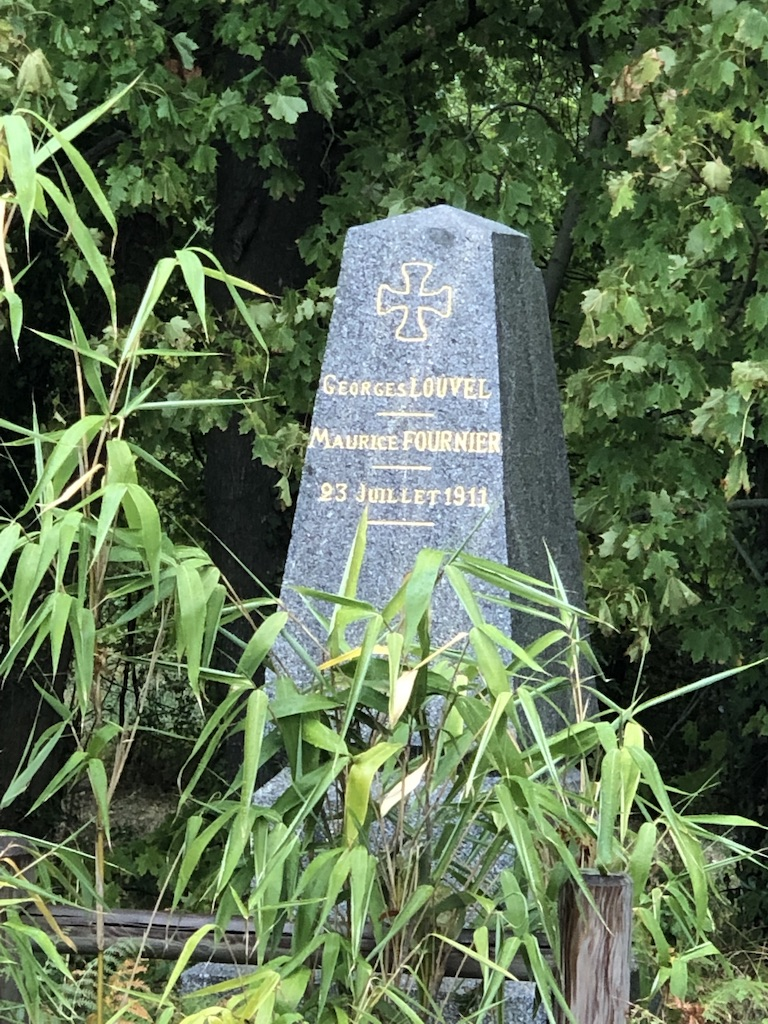
Détails de la stèle à la mémoire de Messieurs Maurice Fournier et Georges Louvel